# Muurstraat
De Muurstraat is een straat in de binnenstad van Groningen. De straat loopt tussen de Oude Boteringestraat en de Oude Kijk in 't Jatstraat. Ten westen van de Kijk in 't Jat gaat de straat over in de Hoekstraat, ten oosten van de Oude Boteringestraat in de Hardewikerstraat. De Muurstraat maakte tot 2016 deel uit van oudste hoerenbuurt van de stad. Na jaren actie vanuit de buurt werden alle prostitutiepanden in dit deel van de stad per 1 januari 2016 gesloten.
De straat is een deel van een ring van straten die aan de binnenzijde van de oudste stadsomwalling liggen, die ooit allemaal bekend stonden als Achter de Muur.

## Monumenten
De straat telt twee rijksmonumenten, en vier gemeentelijke monumenten. Naast de monumenten was de straat in de periode 1910-1973 ook bekend door de Muurstraatschool, een lagere school gesticht in 1910 door de Groninger Schoolvereniging waarvan Johan Huizinga een van de oprichters was. De school vertrok in 1973 naar Helpman, het oude schoolgebouw is nu in gebruik bij de universiteit.
| Adres                                 | Beschrijving | Monument  | Foto                     |
| ------------------------------------- | --- | --------- | ------------------------ |
| Muurstraat 1                          | Eenlaags dwarshuis met naastgelegen garage, tweede helft 17e eeuw, vormt een bouwblok met Lopende Diep 4                       | GM 102569 | Muurstraat 1, Groningen  |
| Muurstraat 2                          | Tweelaags dwarshuis, wellicht oorspronkelijk een achterhuis van Oude Boteringestraat 66                                        | GM 102579 |                          |
| Muurstraat 4                          | Tweelaags dwarshuis, waarschijnlijk 17e-eeuws, mogelijk net als nummer 2 oorspronkelijk achterhuis van Oude Boteringestraat 66 | GM 102580 |                          |
| Muurstraat 5                          | Winkel met bovenwoning in eclecticistische stijl uit 1890                                                                      | GM 102571 | Muurstraat 5, Groningen  |
| Muurstraat 10 Boteringeplaats 4 t/m 8 | Pakhuis onder dwarsdak, in gevel datumsteen 1828, met trijshuisje. In 1991 verbouwd tot appartementen.                         | RM 18570  | Muurstraat 10, Groningen |
| Muurstraat 12                         | Woonhuis met kroonlijst en zesruitsvensters                                                                                    | RM 18571  | Muurstraat 12, Groningen |

Achter de Muur · 
Akerkhof · 
Akerkstraat · 
Broerstraat · 
Brugstraat ·
Bruine Ruiterstraat ·
Burchtstraat · 
Butjesstraat ·
Carolieweg ·
Coehoornsingel · 
Donkersgang · 
Driften · 
Emmaplein · 
Folkingestraat · 
Folkingedwarsstraat ·
Ganzevoortsingel · 
Gasthuisstraatje ·
Gedempte Kattendiep ·
Gedempte Zuiderdiep ·
Gelkingestraat ·
Grote Kromme Elleboog ·
Grote Markt ·
Guldenstraat ·
Guyotplein ·
Haddingestraat ·
Haddingedwarsstraat ·
Hardewikerstraat ·
Hereplein · 
Herebinnensingel ·
Heresingel ·
Herestraat ·
Hoekstraat ·
Hofstraat ·
Hoge der A ·
Hoogstraatje ·
Jacobijnerstraat ·
Kleine der A ·
Kattenhage ·
Kleine Kromme Elleboog ·
't Klooster ·
Kostersgang ·
Koude Gat ·
Kreupelstraat ·
Kwinkenplein ·
De Laan ·
Lage der A ·
Lopende Diep ·
Lutkenieuwstraat ·
Marktstraat ·
Martinikerkhof ·
Munnekeholm ·
Muurstraat ·
Naberstraat ·
Nieuwe Boteringestraat ·
Nieuwe Ebbingestraat ·
Nieuwe Kerkhof ·
Nieuwe Kijk in 't Jatstraat ·
Nieuwe Markt ·
Nieuwstad ·
Noorderhaven ·
Oosterstraat ·
Ossenmarkt ·
Oude Boteringestraat ·
Oude Ebbingestraat ·
Oude Kijk in 't Jatstraat ·
Papengang ·
Pausgang · 
Pelsterstraat ·
Peperstraat ·
Poelestraat ·
Praediniussingel ·
Rademarkt ·
Radesingel ·
Reitemakersrijge ·
Rode Weeshuisstraat ·
Schoolstraat · 
Schoolholm · 
Schuitemakersstraat ·
Schuitendiep · 
Sieboldsgang · 
Singelstraat · 
Sint Jansstraat ·
Sint Walburgstraat ·
Spilsluizen ·
Stationsstraat ·
Steentilstraat ·
Stoeldraaierstraat · 
Torenstraat · 
Turfstraat ·
Turfsingel ·
Turftorenstraat ·
Ubbo Emmiussingel ·
Vismarkt ·
Visserstraat ·
Waagstraat ·
Zoutstraat ·
Zwanestraat